# مناطق شبه استوائية

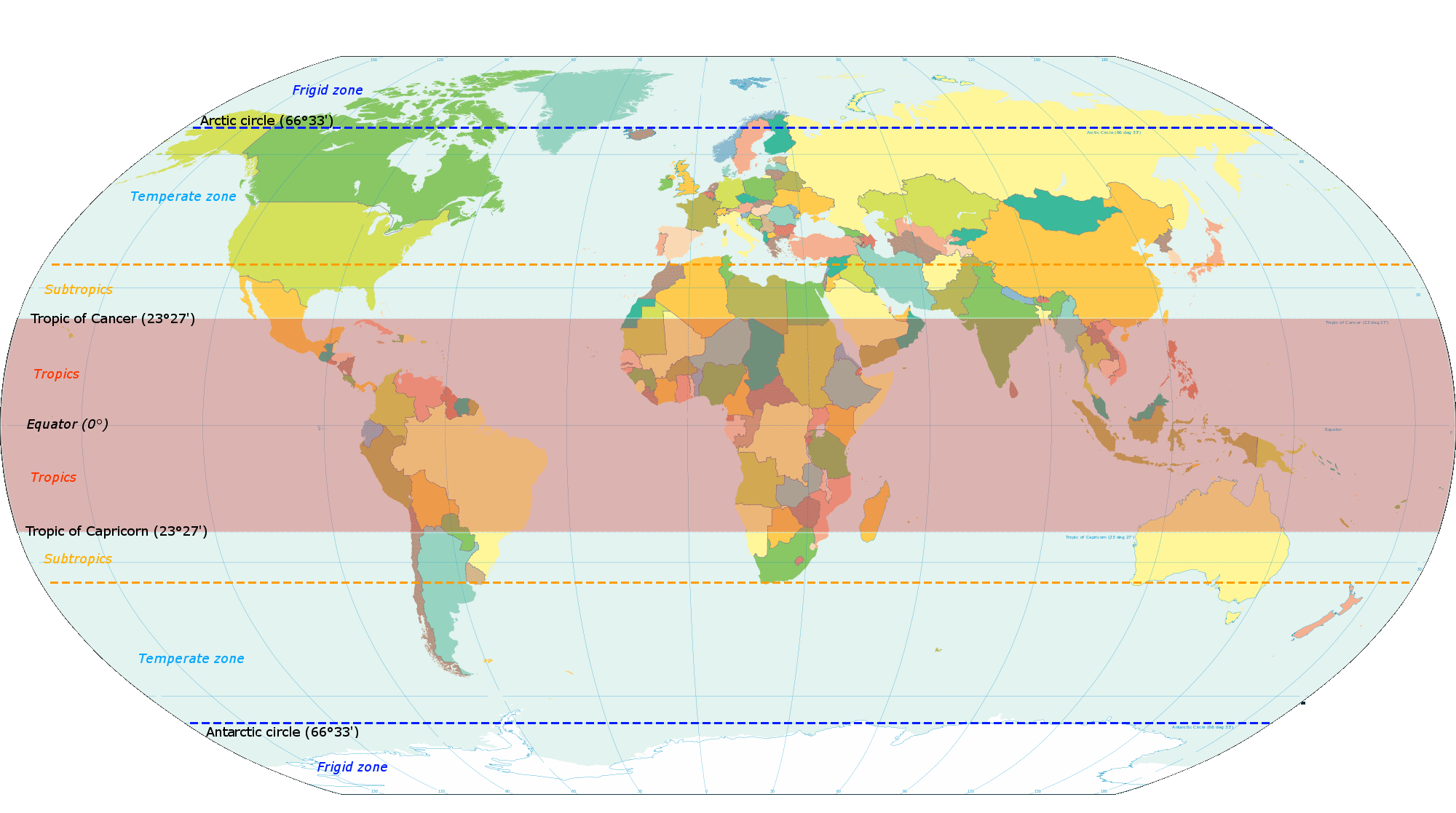
المناطق الاستوائية وشبه الاستوائية

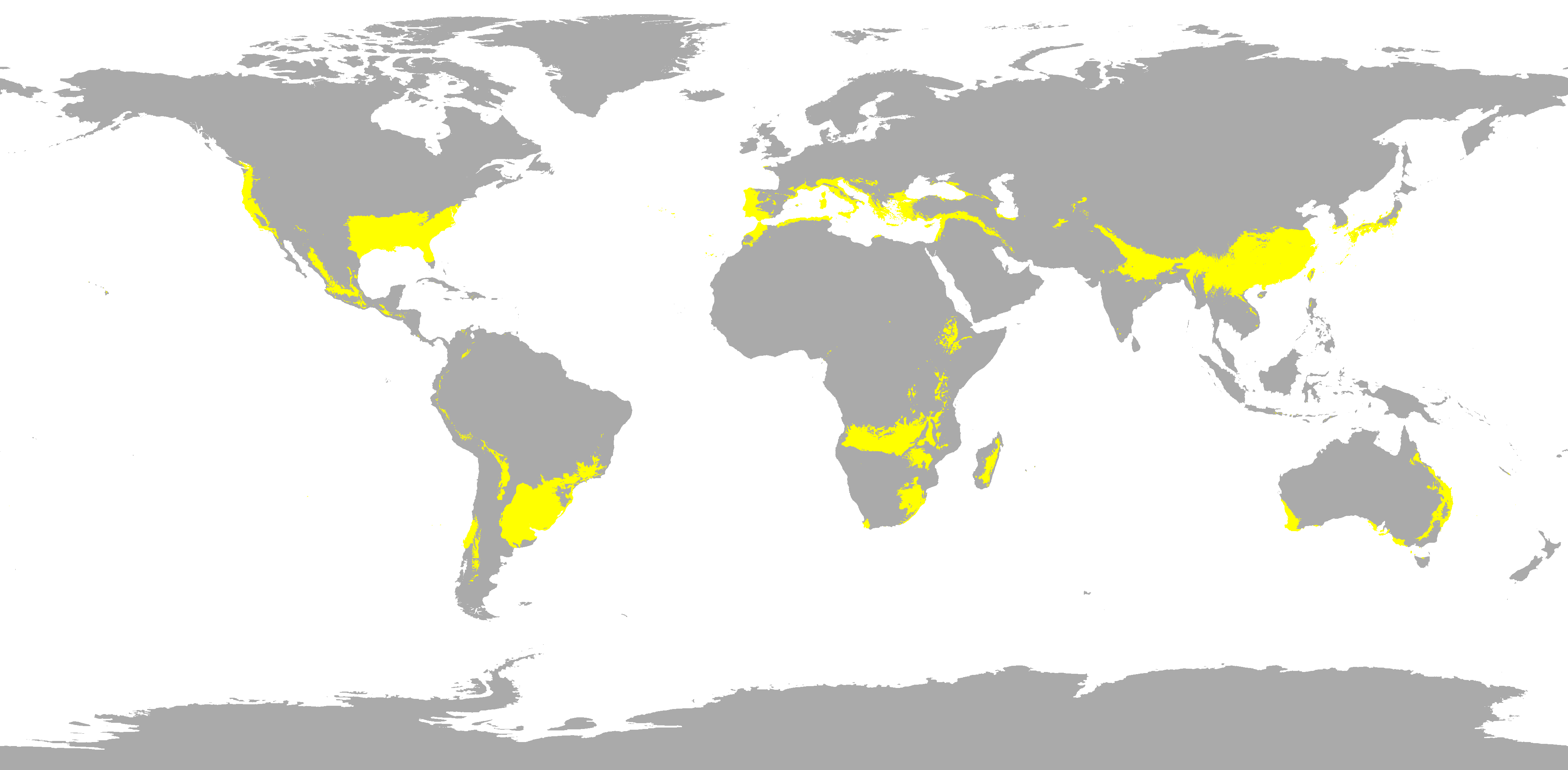
مناطق العالم ذات المناخ الشبه استوائية

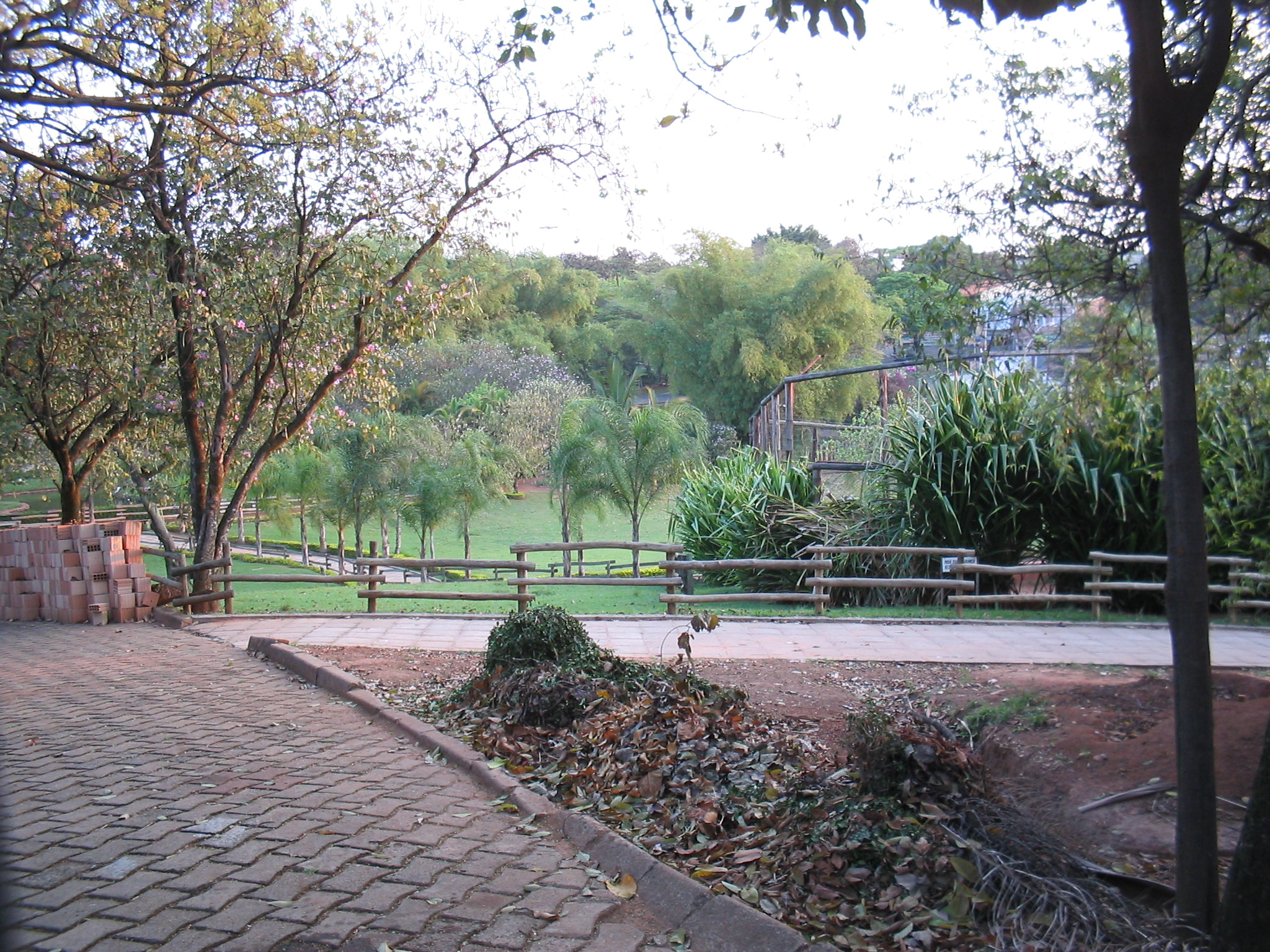
جنوب البرازيل: حيث المناخ شبه مداري رطب

مناطق الشبه الاستوائية، مناطق جغرافية ومناخية تقع بين دائرة العرض 23. 5 (مداري السرطان والجدي) وخطوط العرض المعتدلة (التي تقع أعلى خط العرض 40).
يتميز مناخ المناطق الشبه استوائية بصيف دافئ إلى حار وشتاء بارد إلى معتدل مع صقيع نادرة. ينقسم المناخ الشبه استوائي إلى نوعين أساسيين:
1. شبه استوائي رطب، تتركز فيه الأمطار في الأشهر الدافئة (البلدان مثل بريزبن، أستراليا أو جاكسونفيل (فلوريدا)).
2. صيف جاف (أو مناخ متوسطي)، تتركز فيه الأمطار في الأشهر الباردة (البلدان مثل نابولي، إيطاليا أو لوس أنجلوس).

يمكن أن يصبح المناخ في المناطق الاستوائية مناخ شبه استوائي وذلك في المرتفعات العالية، كما هو الحال في الطرف الجنوبي من هضبة المكسيكي وفي فيتنام وتايوان. تستخدم ستة تصنيفات مناخية للمساعدة في تحديد أنظمة درجة الحرارة وهطول الأمطار المتباينة لكوكب الأرض.
جزء كبير من صحاري العالم تقع ضمن المناطق الشبه الاستوائية، نتيجة لتطور من القمم الشبه استوائية. في نظم السافانا التي في المناطق شبه الاستوائية يصبح الموسم رطب سنويا خلال فصل الصيف عند هطول الأمطار الموسمية. وتهطل الأمطار خلال فصل الشتاء في نظم المناخ المتوسطي. المناطق المحاذية للمحيطات الدافئة تكون عرضة لهطول الأمطار الغزيرة المحلية بسبب الأعاصير المدارية، التي يمكن أن تزيد من نسبة هطول الأمطار السنوية. تشتهر المناطق شبه الاستوائية بتنوع نباتي مثل النخيل، الحمضيات، المانجو، الليتشي، الأفوكادو. وكذلك شجر السرخس والسيكويا الدائمة الخضرة.

## خصائصه
تكون المعدلات الحرارية للشهر الأكثر برودة فوق صفر درجة مئوية. أما معدلات الشهر الأكثر حرارة فتكون فوق 22°. وهو مناخ رطب ولا تنخفض معدلات التساقطات في الأشهر الجافة عن 60 مم.

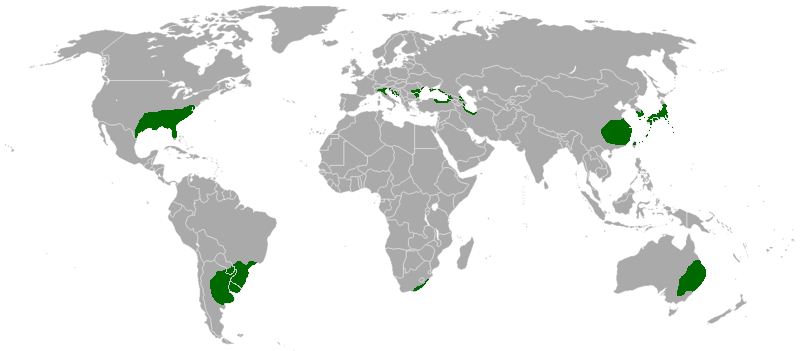
مناخ شبه مداري رطب

## الحرارة
يكون في الشتاء معتدلا، لكن قد يحدث أن يتعرض نطاق هذا المناخ إلى موجات هوائية قطبية. أما الصيف فهو حار نتيجة تأثير الكتل الهوائية المدارية.

## التساقطات
بصفة عامة تكون التساقطات هامة طيلة كل السنة، ويبلغ أقصاها في فصل الصيف، وفي المناطق الشمالية من نطاق هذا المناخ قد تنزل الثلوج في الشتاء. ويكون المدى الحراري السنوي هاما نسبيا.

## نطاقه
مثلما هو الشأن بالنسبة للمناخ المتوسطي، فإن المناخ شبه المداري الرطب يوجد بين خطي العرض 25 و45 درجة، ولكن على الواجهات الشرقية للقارات.
- في القارة الإفريقية يوجد مثل هذا المناخ في جنوب أفريقيا في منطقة دوربن (Durban) وفي جنوبي الموزمبيق.
- أما في آسيا، فيمتد من شمالي باكستان إلى الصين ومن هنا جاءت تسميته بالمناخ الصيني، كما يمتد على شمال فيتنام والساحل الجنوبي لكوريا الجنوبية واليابان.
- وفي أستراليا يوجد على السواحل الجنوبية بين كوينزلاند () وبيغا (Bega)، وهو بذلك يغطي مدنا مثل سيدني، حيث يمكن أن تصل التساقطات السنوية إلى ألفي مم.
- وفي أمريكا الشمالية يمتد هذا المناخ بالسواحل الجنوبية الشرقية للولايات المتحدة ومن بين الولايات التي يشملها تكساس ولويزيانا وأركنساس ومسيسيبي وتينيسي وفلوريدا وفرجينيا... كما يصل إلى شمال المكسيك.